# Tomoya Wakahara
Tomoya Wakahara (jap. 若原 智哉, Wakahara Tomoya; * 28. Dezember 1999 in der Präfektur Shiga) ist ein japanischer Fußballspieler.

## Karriere

### Verein
Wakahara erlernte das Fußballspielen in der Jugendmannschaft vom Kyoto Sanga FC. Hier unterschrieb er 2018 auch seinen ersten Profivertrag. Der Verein spielte in der zweithöchsten Liga des Landes, der J2 League. Mit dem Verein aus Kyōto feierte er Ende 2021 die Vizemeisterschaft und den Aufstieg in die erste Liga. Am 1. Februar 2024 wechselte er auf Leihbasis zum Zweitligisten V-Varen Nagasaki. Für den Verein aus Nagasaki bestritt er 17 Ligaspiele. Nach der Ausleihe kehrte er nach Kyōto zurück. Am 1. Februar 2025 wechselte er zum Zweitligisten JEF United Ichihara Chiba.

### Nationalmannschaft
Mit der japanischen U20-Nationalmannschaft qualifizierte er sich für die U-20-Weltmeisterschaft 2019.

## Erfolge
Kyoto Sanga FC
- Japanischer Zweitligavizemeister: 2021  ▲